# Hilda James
Hilda Marjorie James (Warrington, Cheshire, 27 d'abril de 1904 - Birkenhead, Merseyside, 27 de juliol de 1982) va ser una nedadora anglesa que va prendre part en els Jocs Olímpics de 1920 d'Anvers. Disputà dues proves del programa de natació, els 300 metres lliures, en què fou eliminada en sèries; i el relleu 4 x 100 metres lliures, en què guanyà la medalla de plata, formant equip amb Constance Jeans, Charlotte Radcliffe i Grace McKenzie.